# Lhota u Olešnice
Lhota u Olešnice (in tedesco Lhotta) è un comune della Repubblica Ceca facente parte del distretto di Blansko, in Moravia Meridionale.